# Mehrstedt

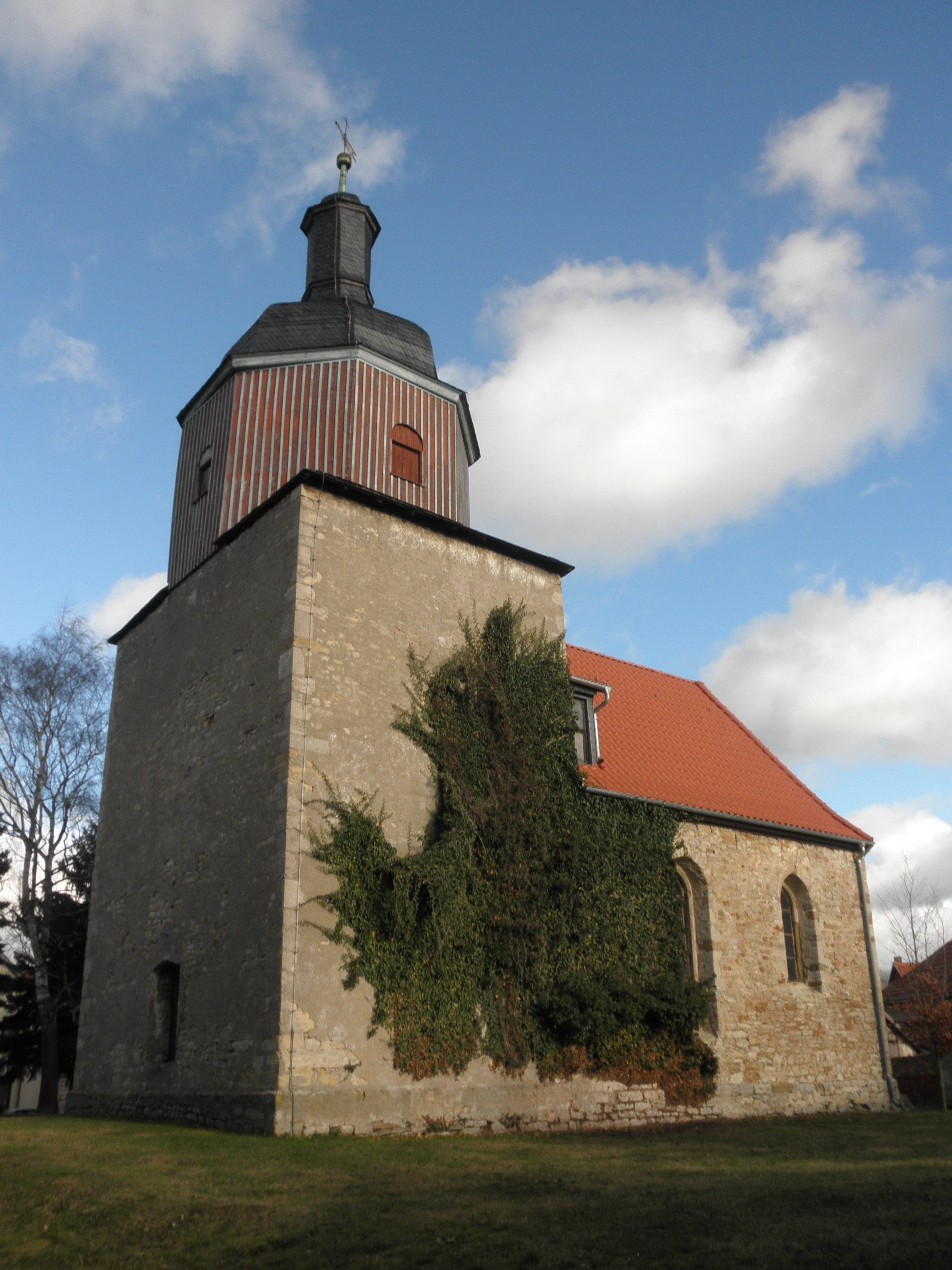
Kirche in Mehrstedt (2012)

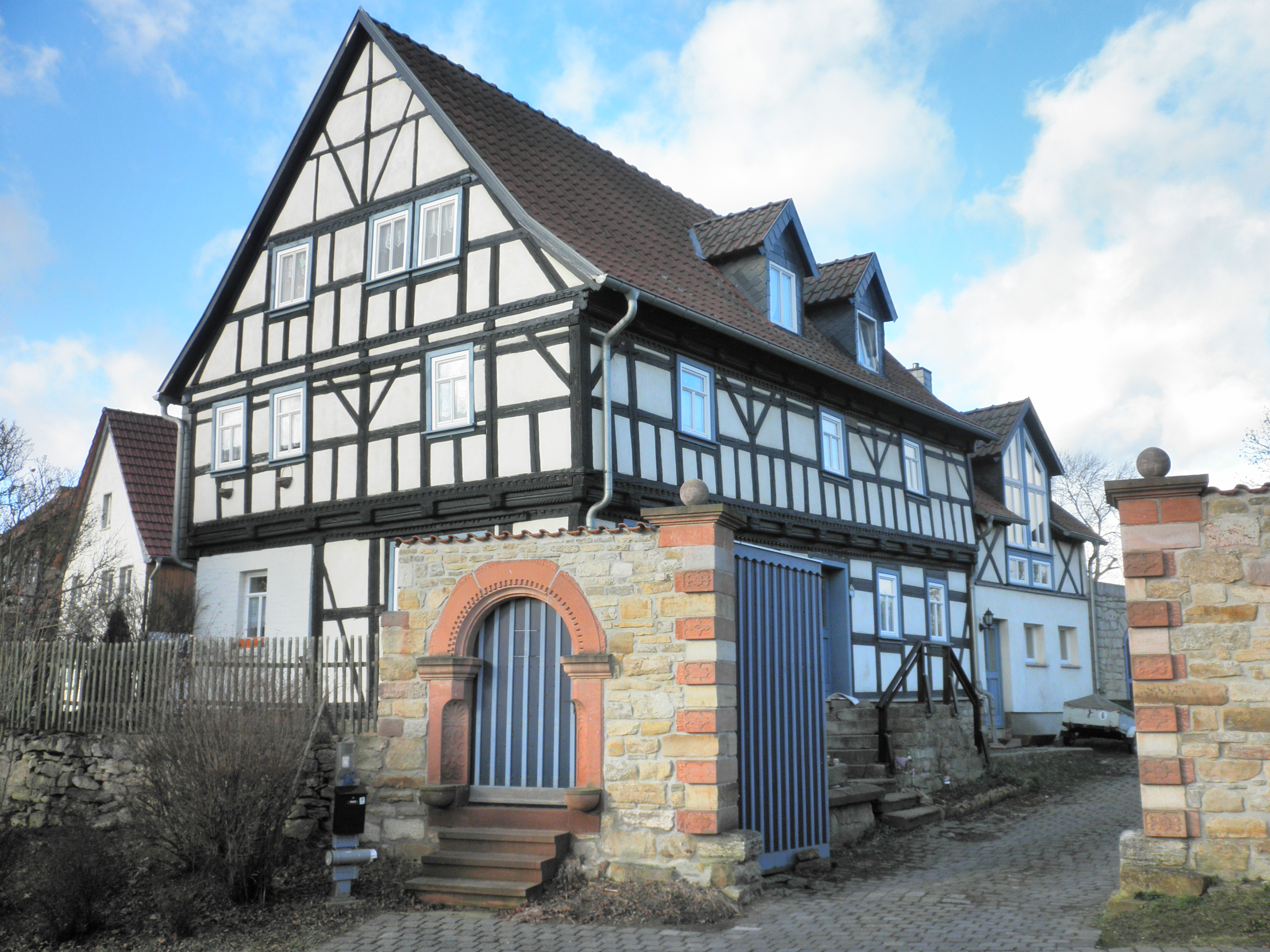
Fachwerkhaus in Mehrstedt (2012)

Mehrstedt ist ein Ortsteil der Stadt und Landgemeinde Nottertal-Heilinger Höhen im Unstrut-Hainich-Kreis in Thüringen.

## Geografie
Das Haufendorf Mehrstedt liegt nordöstlich von Schlotheim in einem lang ausgedehnten Tal am Fuße der Südabdachung des Dün (Heimberg: 334 m) am Rande des Thüringer Beckens. Nordöstlich befinden sich die Ausläufer der Hainleite und südlich die Heilinger Höhen. Südlich führt die Bundesstraße 249 von Mühlhausen nach Ebeleben mit Anschluss für den Ort vorüber.

## Geschichte
1130 wurde der Ort erstmals urkundlich erwähnt. Eine große Tradition besitzt die Pferdezucht. Dorfhandwerker gab es einst für jedes Gewerbe. Ein Kleinod ist die Kirche aus dem 17. Jahrhundert. Den Ort umschließt eine Hecke, einst ein historischer Schutzwall. Bis 1918 gehörte der Ort mit dem benachbarten Schlotheim zu einer Exklave der Unterherrschaft des Fürstentums Schwarzburg-Rudolstadt.
Nach 1990 wurde der Ort grundlegend saniert und die Hecke steht immer noch.

## Verkehr
Der Haltepunkt Mehrstedt lag an der Bahnstrecke Ebeleben–Mühlhausen. Der Personenverkehr auf dem Abschnitt Ebeleben–Schlotheim wurde bereits 1974 eingestellt. Ende 1994 wurde der Güterverkehr eingestellt.

## Persönlichkeiten
- Werner Braune (1909–1951), SS-Obersturmbannführer, Kommandeur des Sonderkommandos 11b in der Einsatzgruppe D
- Fritz Braune (1910–1992), Mitarbeiter im Reichssicherheitshauptamt und Kommandeur eines Sonderkommandos der Einsatzgruppe C während der Invasion der Sowjetunion.
- Eckhard Ohl (1947–2006), Politiker der SPD